# La Sagra
La Sagra es una comarca natural e histórica castellana que incluye localidades pertenecientes a la Comunidad de Madrid y a la provincia de Toledo. Está comprendida de forma aproximada entre el río Guadarrama y el río Tajo. Su extensión es de 1360 km² y tiene una población de 368.279 habitantes repartidos por sus 42 municipios.

## Toponimia

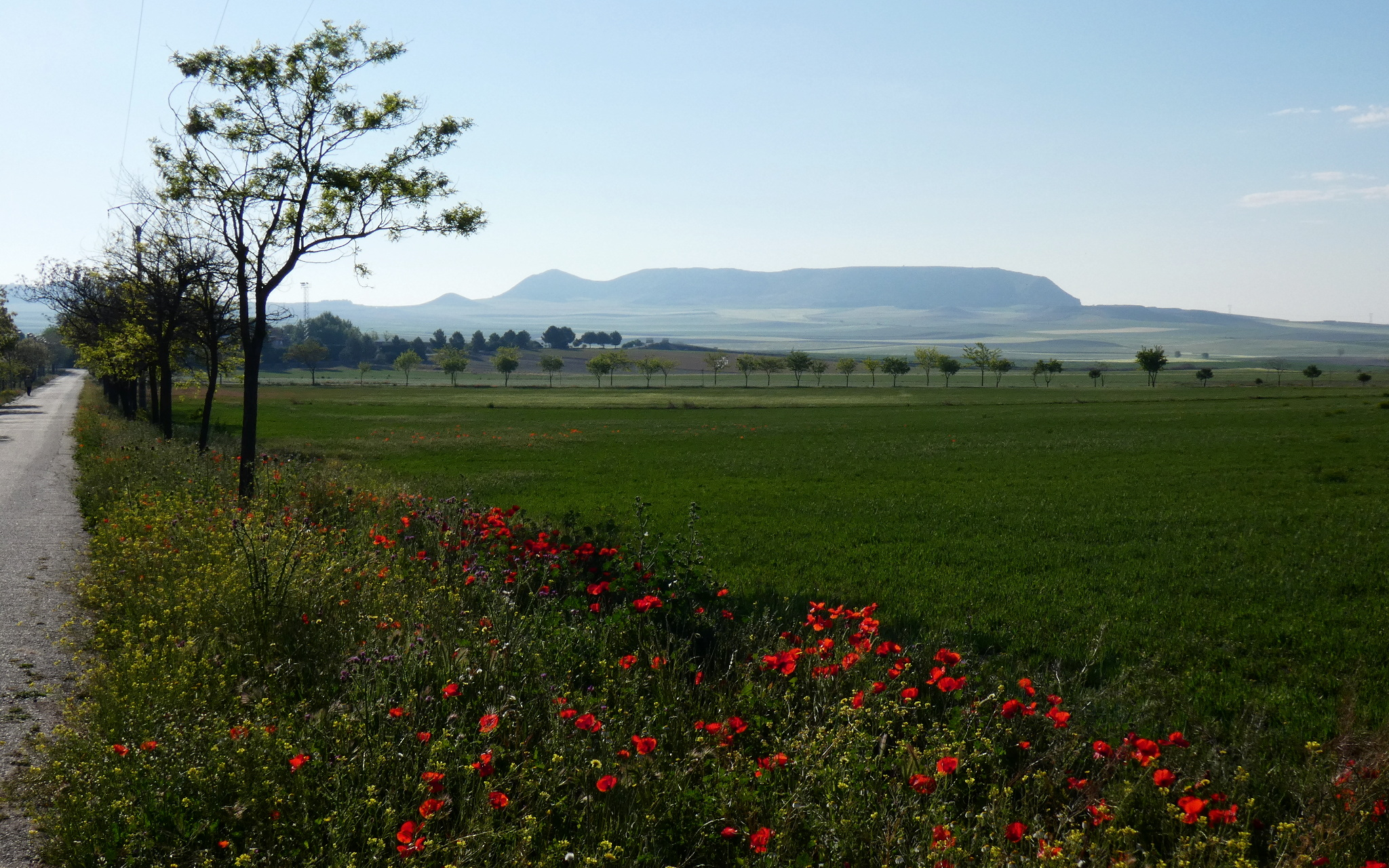
Paisaje primaveral en La Sagra: vista del monte de Magán.

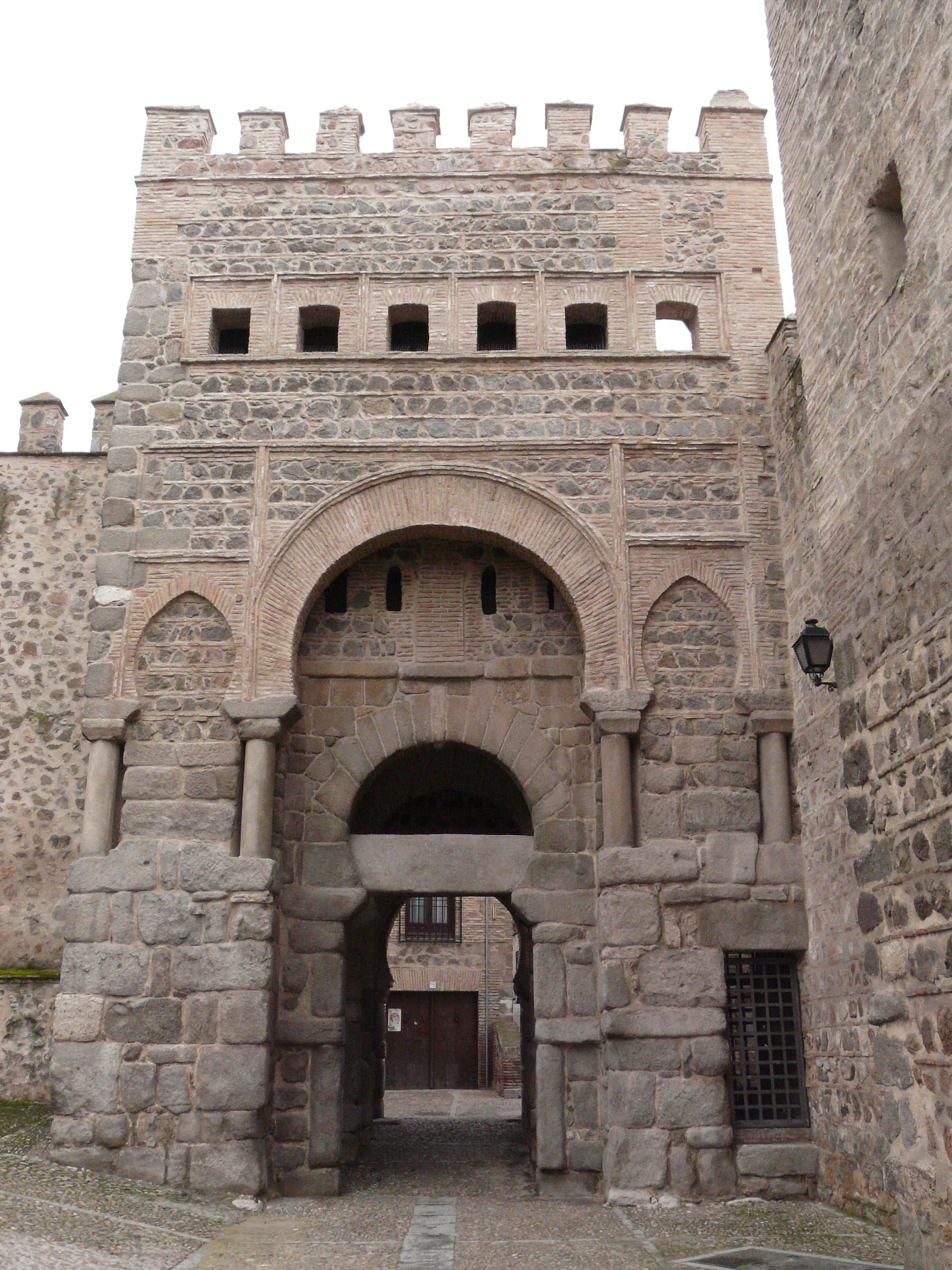
La toledana Puerta Antigua de Bisagra daba acceso a las fértiles tierras de La Sagra.

El término "La Sagra" procede del árabe "al-Saqra" que significa "campo cultivado"; está etimológicamente emparentado con la Puerta Antigua de Bisagra de la ciudad de Toledo. Según parece los romanos llamaban a esta salida Puerta de Vía Sacra, en memoria de una de las principales calles de Roma llamada Vía Sacra, en ambos casos tanto la puerta como la calle conducían a tierras fértiles en pan, y por eso estas tierras estaban consagradas a la diosa Ceres, diosa de las mieses también conocida por Sacra Cerens. El historiador del siglo XVI Pedro de Alcocer, relaciona claramente el origen del nombre de La Sagra con la divinidad romana, suponiendo que Sacra Cereris vendría a significar La Sagra de los cereales y que por ello, esta comarca llevaría el apelativo de la diosa Ceres. Posteriormente los árabes la rebautizarían como "Bib-xacra" (Puerta de La Sagra), que significa "puerta del campo"; y los mozárabes la denominarían "Bab Charca" (Puerta Bermeja), por el color rojizo de las tierras sagreñas.

## Prehistoria
Los primeros indicios de presencia humana en La Sagra se remontan al Paleolítico Superior y al Neolítico. En toda la comarca se han encontrado restos arqueológicos anteriores al 2000 a. C.; objetos como puntas de flecha, cuchillos, lascas y láminas en sílex, cuarcita e incluso fibrolita, que verifican el paso de las primeras culturas de la Edad de Bronce y la Edad del Hierro. También se han hallado fósiles pertenecientes al Pleistoceno medio y de la fauna prehistórica (Cervus elaphus, Hippopotamus amphibius, Mammuthus o Lepus europaeus).

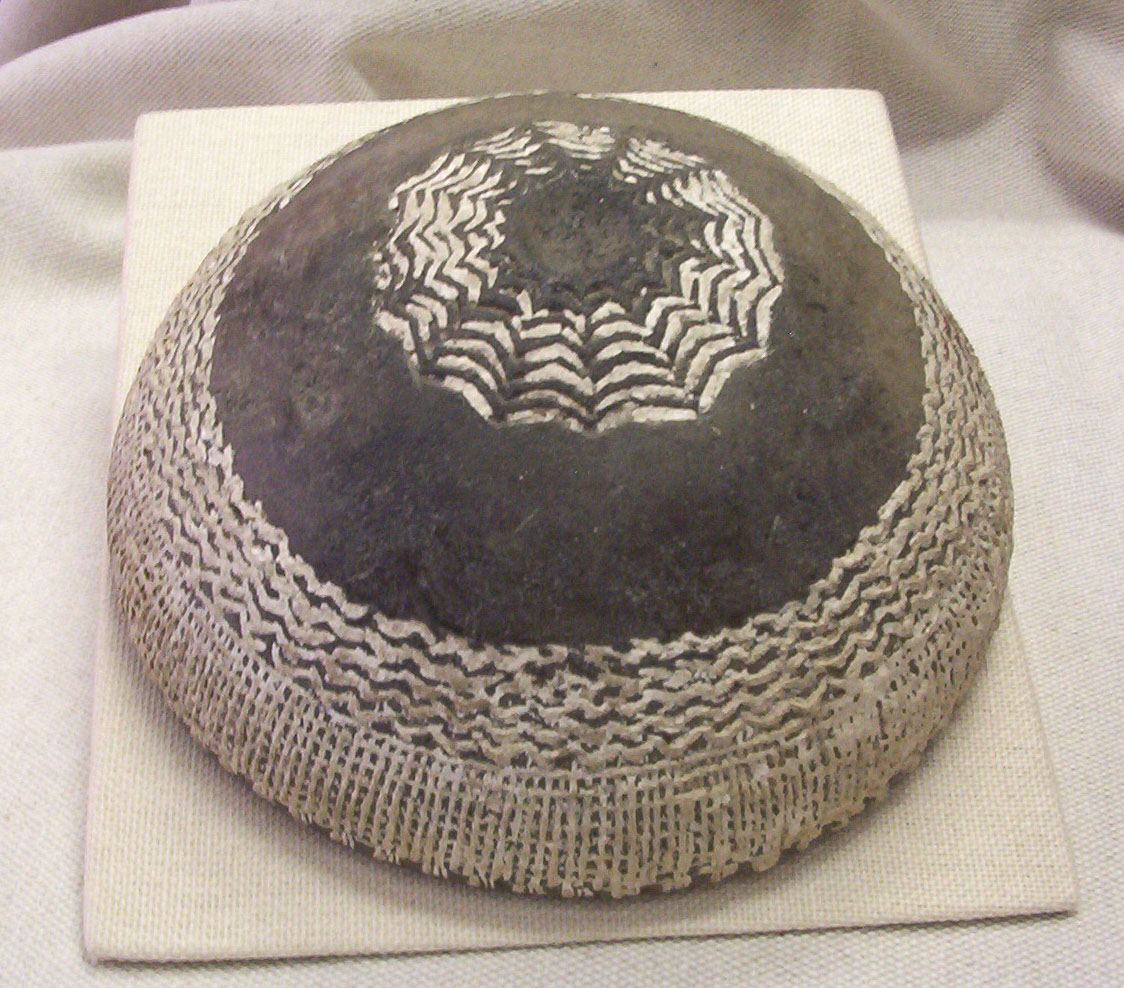
Cuenco prehistórico, parte de un conjunto campaniforme de Ciempozuelos, del Museo Arqueológico Nacional de España. Fechable en la Edad del Bronce inicial (entre 1970 y 1470 a. C.; encontrado en 1894 como parte de un ajuar funerario.

Los yacimientos arqueológicos más importantes de la comarca son los de Olihuelas y Pinedo, en la Sagra Baja, y los del Vaso Campaniforme de Ciempozuelos y la finca de El Espartal, en la Sagra Alta. Esta última está declarada Bien de Interés Cultural, en la categoría de zona arqueológica.

### Historia Antigua. La Sagra prerromana
Gracias a la fertilidad de sus tierras y a la gran cantidad de recursos hídricos como el río Guadarrama, el río Tajo y sus numerosos arroyos, en La Sagra se asentaron varios pueblos prerromanos de la península ibérica, entre ellos el de más importancia fueron los carpetanos; el yacimiento arqueológico de El Cerrón (Illescas) da buena cuenta de ello. Para Bosch Gimpera: Los carpetanos de la región Madrid-Toledo y Alcarria-Mancha parecen el cruzamiento de un grupo de tradición capsiense (en realidad el viejo pueblo de la cultura «matritense» con infiltraciones capsio-africanas) con almerienses-iberos que lo mestizaron.
Los carpetanos serían celtas e iberos. Prueba de su celtismo serán las cerámicas incisas y excisas, así como su proximidad con los vetones. Prueba de su iberismo la proximidad con los oretanos. Sus rasgos culturales los habrían heredados de la cultura de los Castros del Sistema Central, elementos de la Meseta Norte como la cerámica de peine, y otros del Sur y Levante, como las cerámicas de barniz rojo ibérico y áticas de barniz negro de importación. El tipo de poblamiento se supone en grandes castros, en cerros de fácil defensa, como ocurre en el asentamiento de Yeles, con una gran importancia económica de la ganadería. La población se distribuye en ciudades, aldeas y castillos campestres que se agrupan alrededor de una fortificación mayor o menor que sirve de almacén y que están organizadas siguiendo un sistema patriarcal de jerarquías hereditarias.
De esta época se datan los primitivos asentamientos carpetanos, celtas y celtíberos en las riveras del Guadarrama y del Tajo. Estos asentamientos equivaldrían hoy a los actuales pueblos de Bargas, Batres, Mocejón, Olías, Villaluengua, Ugena, Seseña, Yeles, Esquivias o Illescas, esta última sería citada por el geógrafo griego Ptolomeo en su Geographías Hyphégesis como Ilarcuris.

### Conquista y romanización de La Sagra

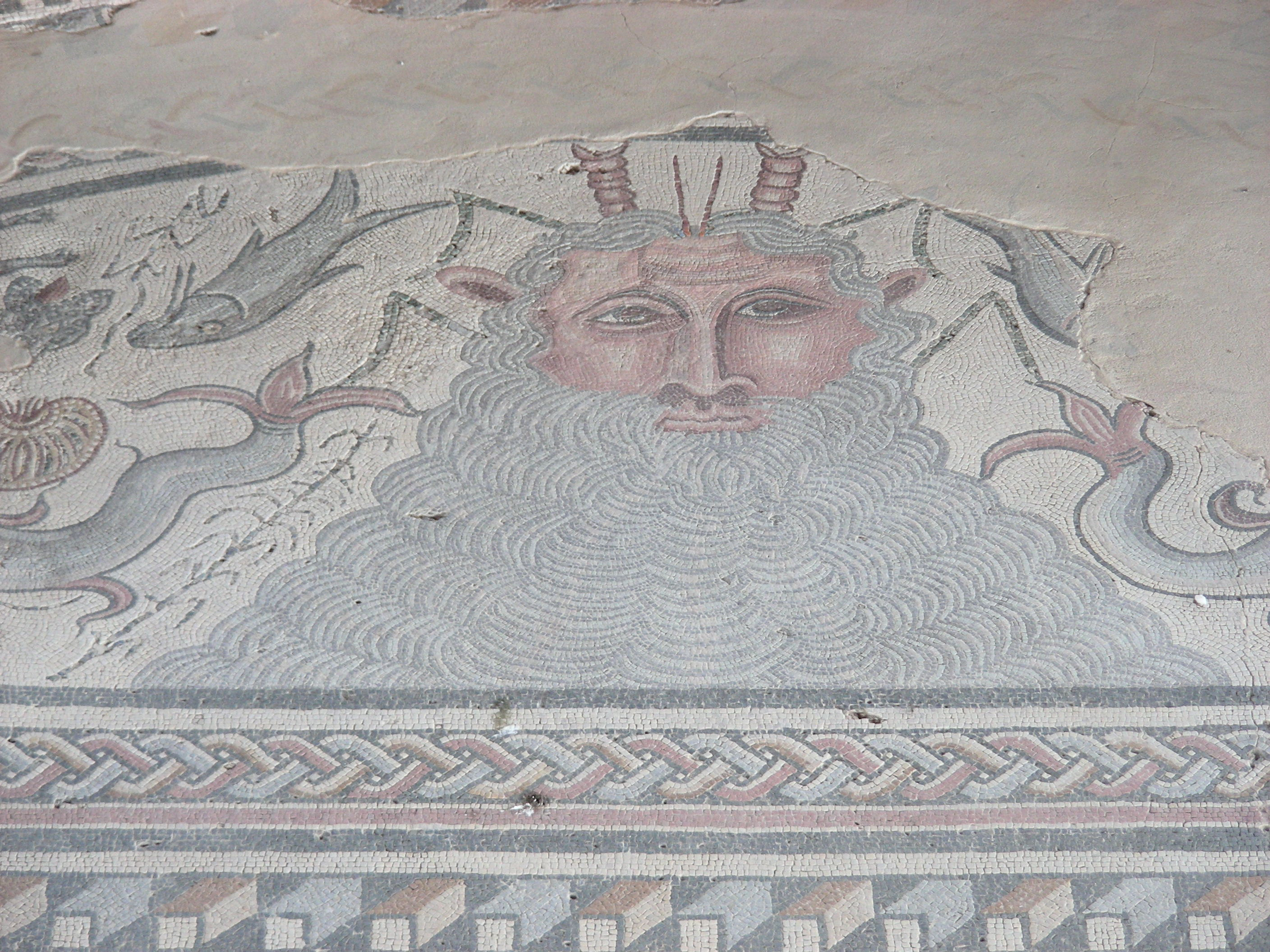
Mosaico del Dios Océano en el Parque Arqueológico de Carranque.

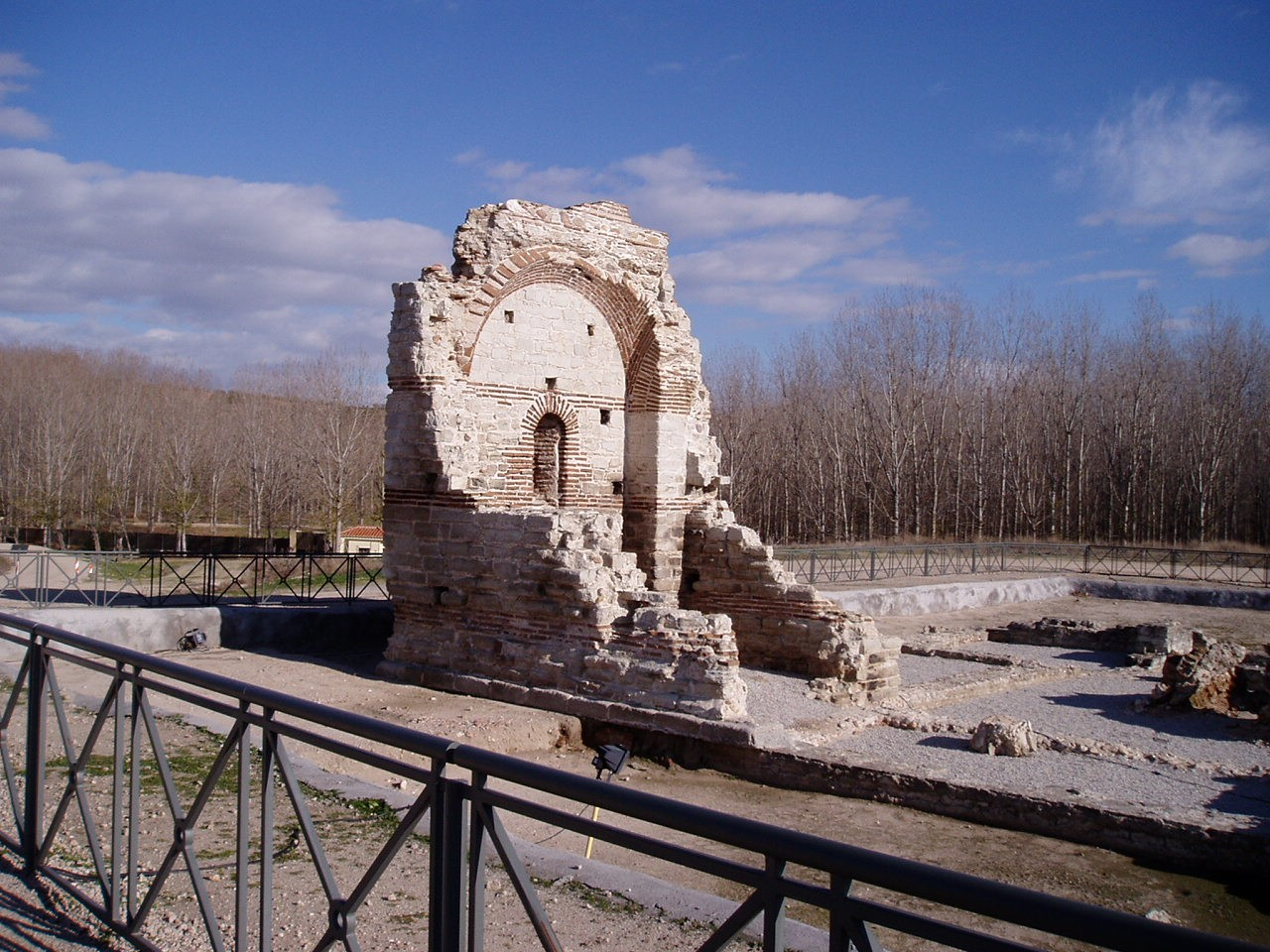
Basílica de la romana villa de Maternus en el Parque Arqueológico de Carranque.

La conquista romana de La Sagra comienza con la llegada del general Marco Fulvio Nobilior en 193 a. C. a la capital carpetana de Toledo. Estos primeros contactos entre el pueblo romano y los pueblos indígenas de la zona son relatados en Ab Urbe condita libri de Tito Livio.
Marco Fulvio obtuvo una victoria sobre las fuerzas unidas de los carpetanos, vacceos, tectones y celtíberos, cerca de la ciudad de Toletum, y tomó a su Rex, Hilerno, prisionero. Un año después, en el 192 a. C., se apoderó de la ciudad de Toletum, siendo la primera vez que este lugar se menciona en la historia.
Un tiempo después, las campañas de Tiberio Sempronio Graco en el 179 a. C. pacificarían la zona de La Sagra, todavía controlada por los carpetanos. Estas contiendas se encuadran dentro de las llamadas guerras celtíberas. De este modo, Toledo y sus territorios septentrionales servirán como bases para la futura romanización de la Meseta Norte.
Tras la conquista de La Sagra por parte del Imperio romano y su posterior pacificación llegó lo que se conoce como romanización. La nueva clase social nacida entre el mestizaje de romanos y los antiguos pueblos, conocida como hispanos, abandonó Toletum para asentarse en las fértiles llanuras sagreñas.

## Localización
| Noroeste: Río Guadarrama      | Norte: Área Metropolitana de Madrid | Noreste: Comarca de Las Vegas |
| Oeste: Comarca de Torrijos    |                                     | Este: Comarca de Las Vegas    |
| Suroeste: Comarca de Torrijos | Sur: Comarca de Toledo              | Sureste: Río Tajo             |

## Organización territorial
Se divide en tres subcomarcas:

### La Sagra Baja
La Sagra Baja está formada por los municipios de Alameda de la Sagra, Añover de Tajo, Bargas, Cabañas de la Sagra, Lominchar, Magán, Mocejón, Olías del Rey, Recas, Villaluenga de la Sagra, Villaseca de la Sagra, Yuncler y Yunclillos. Todos los municipios pertenecen a la Mancomunidad de la Sagra Baja a excepción de Olías y Lominchar.

### La Sagra Alta
Los municipios que forman la Sagra Alta son: Borox, Casarrubios del Monte, Carranque, Cedillo del Condado, Chozas de Canales, Cobeja, El Viso de San Juan, Esquivias, Illescas, Las Ventas de Retamosa, Numancia de la Sagra, Palomeque, Pantoja, Seseña, Ugena, Valmojado, Yeles y Yuncos. Todos, a excepción de Chozas de Canales, Las Ventas de Retamosa y Valmojado, pertenecen a la Mancomunidad de la Sagra Alta.

### La Sagra Madrileña
Integrada por Arroyomolinos, Batres, Ciempozuelos, El Álamo, Casarrubuelos, Cubas de la Sagra, Griñón, Moraleja de Enmedio, Serranillos del Valle, Torrejón de la Calzada, Torrejón de Velasco y Valdemoro.

## Límites geográficos
Los límites geográficos de una comarca natural no corresponden necesariamente con los límites políticos o administrativos, por lo que atendiendo a su situación geográfica, esta comarca comprende parte del término municipal de Toledo (norte), en particular la barriada toledana de Azucaica.
Según los datos que facilitan las Diputaciones Provinciales de Madrid[cita requerida] y Toledo, esos municipios son los considerados como componentes de la comarca castellana de La Sagra.
Desde varios textos fiables (comarca La Sagra) Diputación Provincial de Toledo, se asegura que la puerta de entrada a La Sagra desde el sur, es la Puerta Antigua de Bisagra o de Alfonso VI de la ciudad de Toledo. Hay quien trata de encontrar relaciones etimológicas entre la Puerta de Bisagra y la comarca de La Sagra. Pudiera tratarse de una rebuscada coincidencia de nombres.
La tierra de La Sagra, llana y elevada, forma parte de la Submeseta Sur, con altitud media algo inferior a los 600 metros sobre el nivel del mar. Esta comarca está experimentando un gran crecimiento de habitantes desde hace varias décadas, debido a la influencia y proximidad de la capital de España.
La Sagra está dedicada al cultivo de cereales, en la mayoría de su campo cultivable. Debido a que su subsuelo es muy arcilloso, está basada gran parte de su actividad industrial en la transformación de materiales cerámicos para la elaboración de tejas y ladrillos, aunque actualmente gran número de empresas especializadas en otros ámbitos están instalándose en los numerosos polígonos industriales que hay en la región.

## Flora y fauna

### Flora
La vegetación actual de La Sagra dista mucho de la que sería su vegetación potencial. Nos encontramos en un medio altamente antropizado y destinado al cultivo cerealista. Por lo tanto, la flora del lugar prácticamente se reduce a cuatro zonas: la estepa cerealista, compuesta por la vegetación adventicia asociada a los cultivos de cereal; el bosque mediterráneo, con pequeños encinares y pinares; los cerros yesíferos, con suelos ricos en yeso y escasa vegetación; y el bosque de ribera situado en los márgenes de los ríos Guadarrama y Tajo y en los numerosos arroyos que discurren por la comarca.

### La estepa cerealista

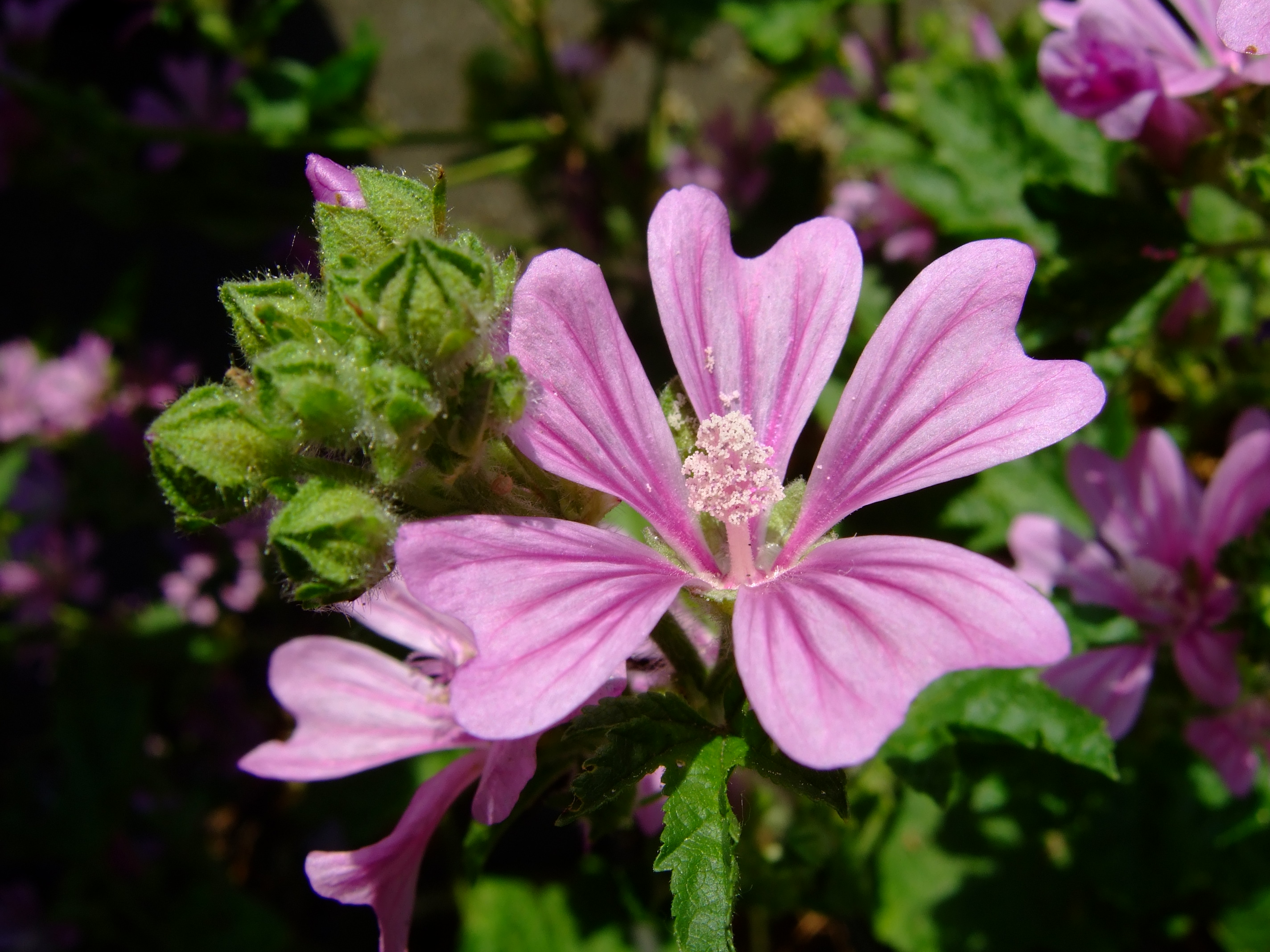
Flor de la Malva.

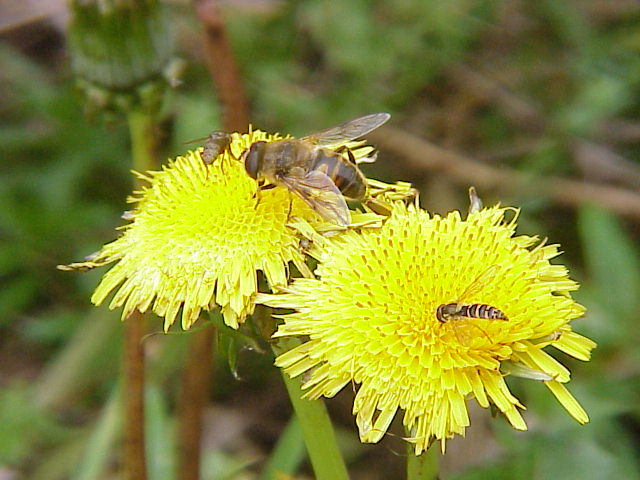
Diente de León.

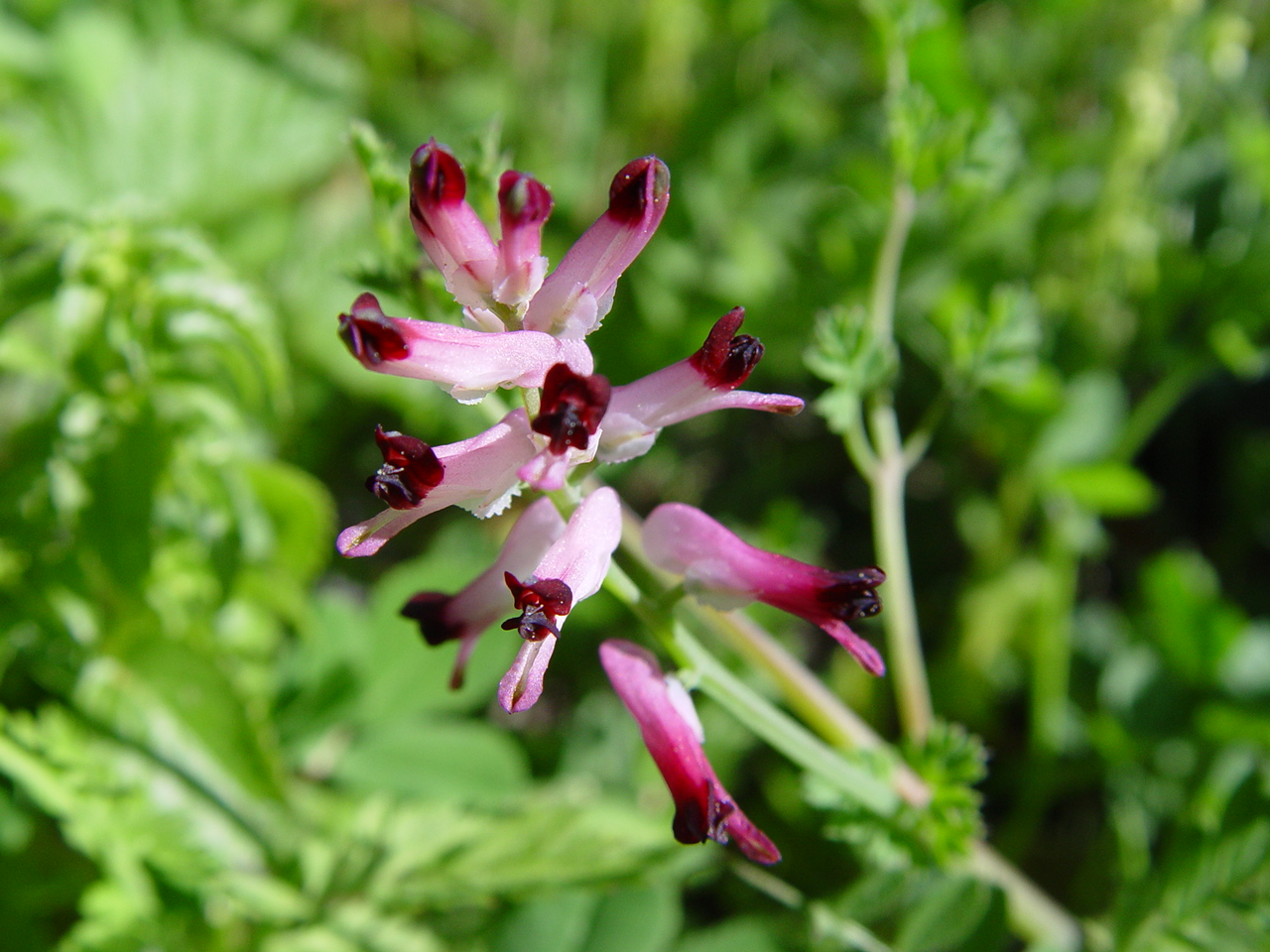
Flor de Fumaria.

Los principales cultivos cerealistas que nos encontramos son la avena, el centeno, la cebada y el maíz. También nos encontramos con otros cultivos como el olivo y la vid. La vegetación asociada a estos cultivos son plantas de porte herbáceo. Así, nos encontramos gramíneas como Hordeum vulgare (cebadilla), Avena fatua (avena loca), Agrostis stolonifera, Festuca pratensis, Lolium arundinaceum; varias especies de Bromus y de Poaceae. Además de las especies pertenecientes a la familia de las gramíneas, encontramos muchos más taxones herbáceos, como Plantago lanceolata (llantén), Chenopodium album (cenizo), Amaranthus retroflexus (bledo), Anchusa officinalis (lengua de buey), Heliotropium europaeum (verruguera), Echium vulgare (viborera), Anacyclus clavatus (manzanilla loca), Anthemis arvensis (manzanilla bastarda), Cirsium arvense (cardo), Senecio vulgaris (hierba cana), Sonchus oleraceus (cerraja), Taraxacum officinale (diente de león), Convolvulus arvensis (correhuela), Capsella bursa-pastoris (zurrón del pastor), Eruca vesicaria (oruga), Raphanus raphanistrum (rabanillo), Euphorbia serrata (lechetrezna), Fumaria officinalis (sangre de cristo), Vicia sativa (veza). Malva sylvestris (malva silvestre), Portulaca oleracea (verdolaga), Galium aparine (lepa), Conium maculatum (cicuta) y Datura stramonium (estramonio), entre otras.

### El bosque mediterráneo
Aunque los campos de cereales ocupan la mayor parte del territorio existen pequeñas zonas de encinares y retamares repartidas por el noreste y sur de La Sagra. En diversos puntos de la comarca, en terrenos sin cultivar, se localizan retamares degradados, dominados por la retama Lygos sphaerocarpa, típico representante de los territorios con vocación de encinar ya deforestados. 
En todas las tierras sagreñas quedan alguna encina dispersa entre el matorral, frecuentemente de porte achaparrado. Los matorrales que más abundan en esta área son Santolina rosmarinifolia, Santolina chamaecyparissus, Thymus vulgaris y Thymus mastichina.

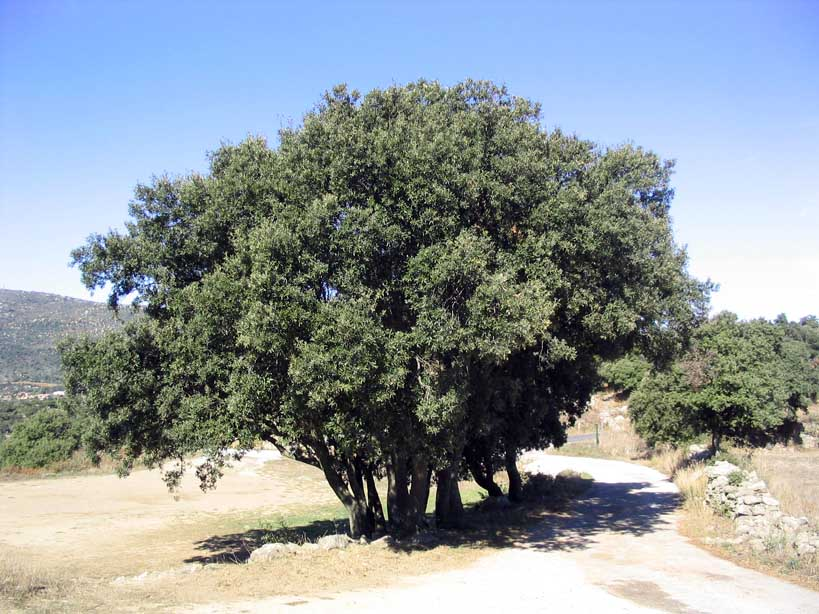
Encina junto a un camino rural
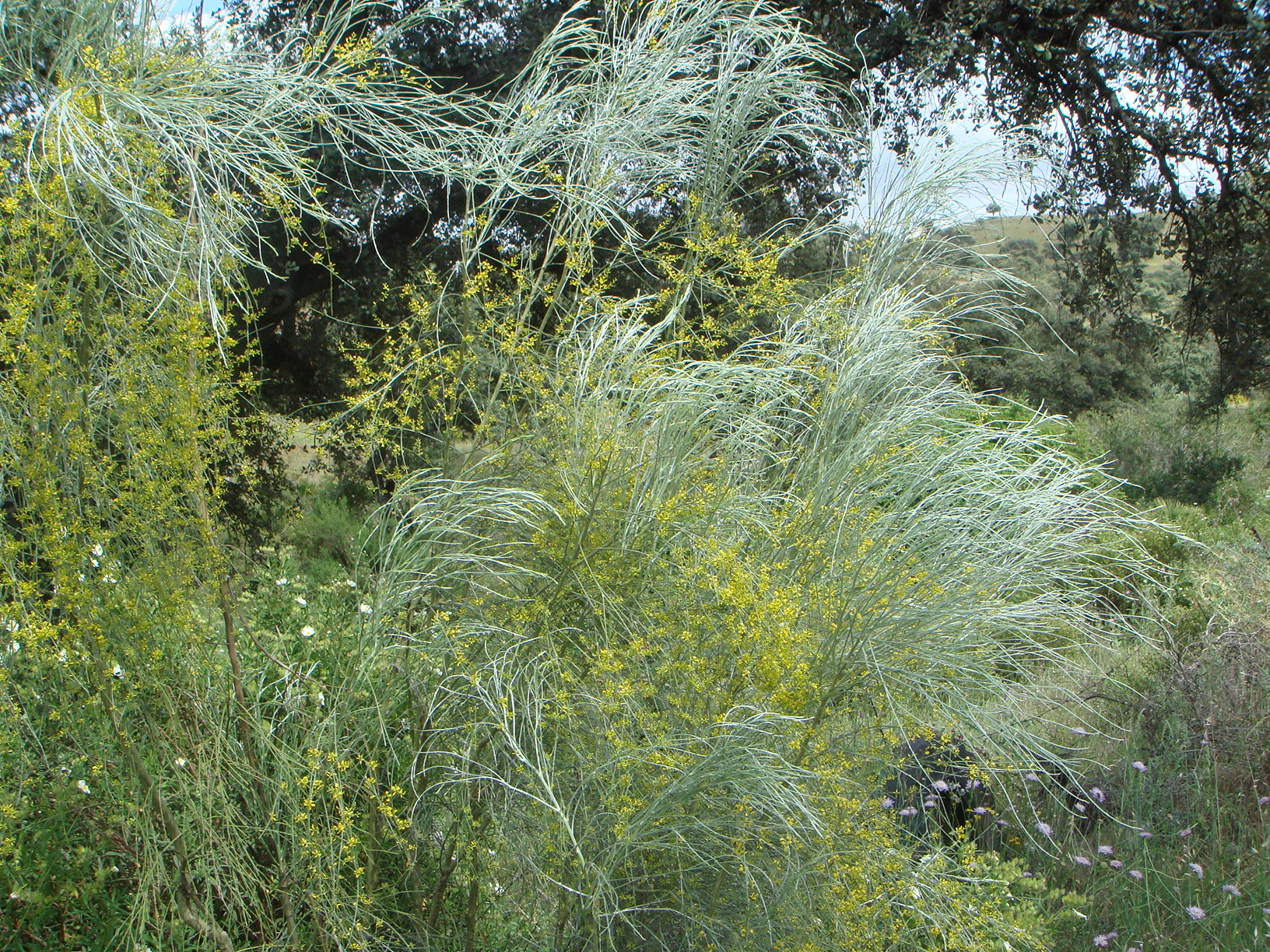
Retamas

### Cerros yesíferos
La vegetación predominante en los cerros se compone de matorrales gipsícolas, plantas pertenecientes al género Gypsophila, de la familia Caryophyllaceae, que se caracterizan por una preferencia por los suelos o rocas yesosos o yesíferos. Una de las más comunes es conocida como la jabonera (Gypsophila struthium), planta perenne resistente a la sequía que florece en julio y agosto.